# Barbara Prammer

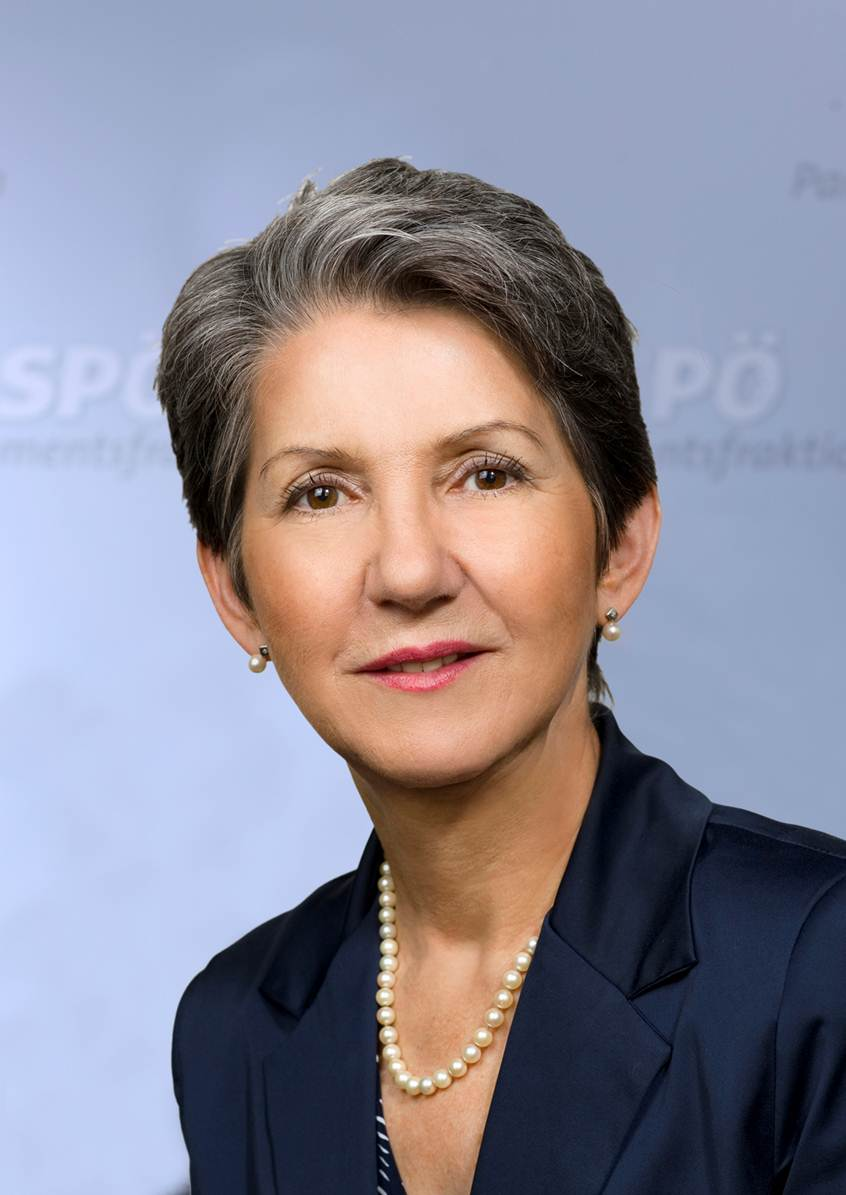
Barbara Prammer (2014)

Barbara Prammer (geborene Thaller; * 11. Jänner 1954 in Ottnang am Hausruck, Oberösterreich; † 2. August 2014 in Wien) war eine österreichische Politikerin (SPÖ). Sie war von 2006 bis zu ihrem Tod 2014, als erste Frau, Präsidentin des Österreichischen Nationalrates.

## Leben

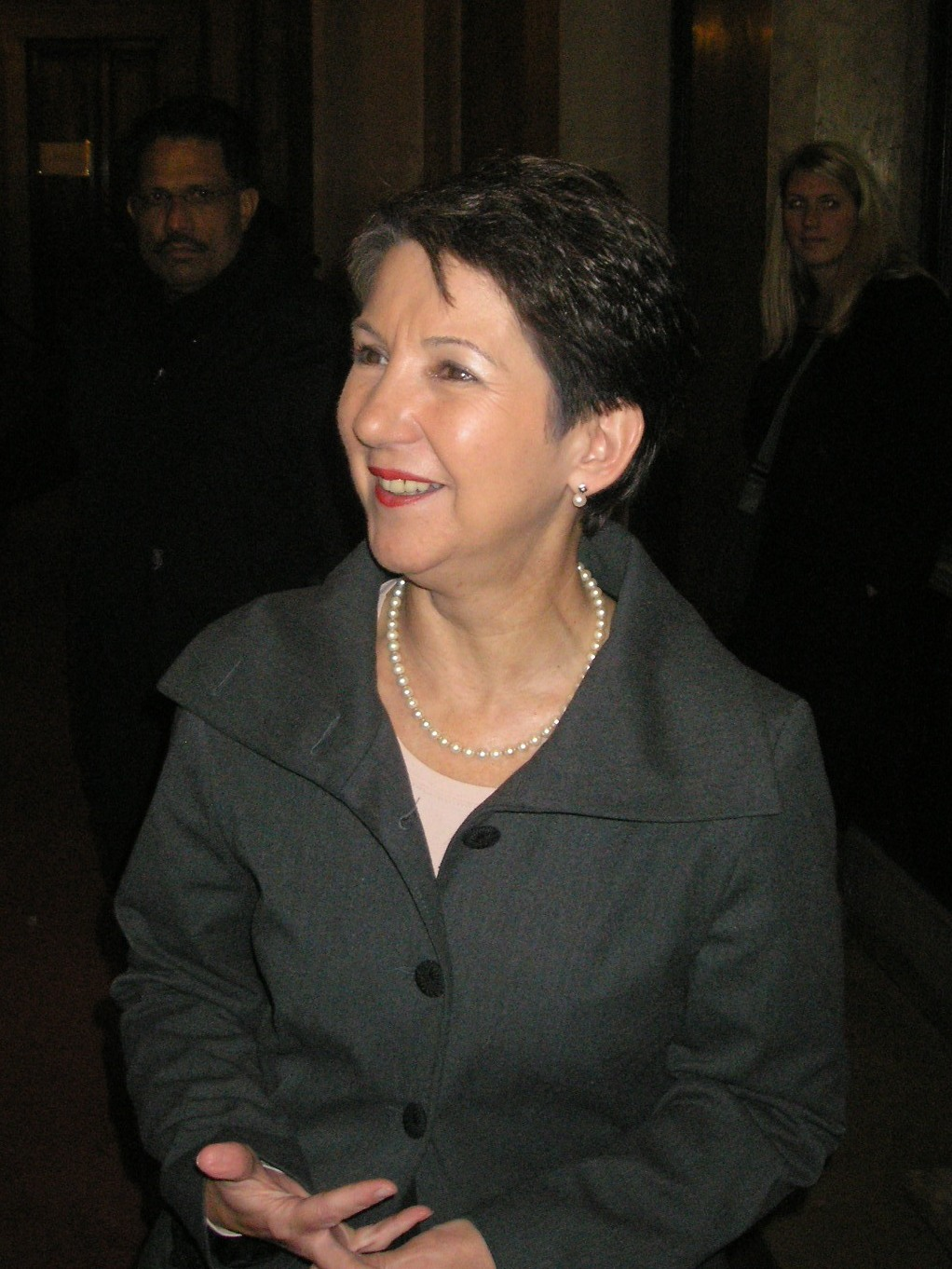
Barbara Prammer im Parlament (2007)

Nach dem Besuch der Handelsakademie im oberösterreichischen Vöcklabruck (1968–1973) war Prammer am Gemeindeamt Ottnang tätig. Sie studierte von 1978 bis 1986 Soziologie an der Johannes Kepler Universität Linz und schloss mit dem akademischen Grad Mag. rer. soc. oec. (Magistra rerum socialium oeconomicarumque, Magistra der Sozial- und Wirtschaftswissenschaften) ab. Es folgten berufliche Tätigkeiten als Sozial- und Berufspädagogin im Linzer Zentrum für Rehabilitation (bis 1989) und beim Arbeitsmarktservice Oberösterreich, wo sie Frauenreferentin war.
Barbara Prammer war von 1980 bis 2001 mit Wolfgang Prammer verheiratet und Mutter zweier Kinder. Ihr Sohn kam 1973 zur Welt, ihre Tochter, Julia Fellner, 1980.
Am 13. September 2013 wurde im Rahmen einer Pressekonferenz von ihrem Pressesprecher Gerhard Marschall bekannt gegeben, dass Barbara Prammer ernsthaft erkrankt sei.
Die Amtsgeschäfte als Präsidentin des Nationalrates wolle sie jedoch vorerst weiterführen. Gemäß einer Vereinbarung mit dem Zweiten Präsidenten Fritz Neugebauer wollte sich Prammer im Fall von Verhinderungen von diesem vertreten lassen. Am 24. September gab Prammer bekannt, dass es sich um eine Krebserkrankung handelt, sie aber ihre politische Funktionen weiter ausüben werde. Am 8. Mai 2014 absolvierte Prammer ihren letzten großen politischen Auftritt beim Fest der Freude am Heldenplatz.
Im 61. Lebensjahr verstarb Barbara Prammer im Kreis ihrer Familie an den Folgen ihrer Krebserkrankung. 
Das Grab, ein Ehrengrab der Stadt Wien, befindet sich auf dem Wiener Zentralfriedhof. Im Jahr 2018 wurde in Wien-Donaustadt (22. Bezirk) die Barbara-Prammer-Allee nach ihr benannt und 2019 der Barbara-Prammer-Hof in der Fontanastraße in Wien-Favoriten.

### Verabschiedung
Am 9. August 2014 fand vor dem Parlament die Verabschiedung statt, die einem Staatsbegräbnis gleichkam, wobei Barbara Prammer mit einem Zapfenstreich verabschiedet wurde. Zuvor war sie in der Säulenhalle des Parlamentsgebäudes aufgebahrt worden, wo Tausende Bürger Abschied nahmen. Neben Reden des Zweiten Nationalratspräsidenten Karlheinz Kopf und der amtierenden Bundesratspräsidentin Ana Blatnik kam es auch zu Würdigungen durch Barbara Coudenhove-Kalergi, der Unterrichts- und Frauenministerin Gabriele Heinisch-Hosek, von Bundeskanzler Werner Faymann und Bundespräsident Heinz Fischer.
Zu den Staatsgästen zählten unter anderem der deutsche Bundestagspräsident Norbert Lammert, sein Amtskollege aus Montenegro, Ranko Krivokapić, der Präsident des kroatischen Sabor, Josip Leko, der Präsident des tschechischen Abgeordnetenhauses, Jan Hamáček, der Präsident der slowenischen Staatsversammlung, Milan Brglez, die Vizepräsidentin des EU-Parlaments, Ulrike Lunacek, der EU-Regionalkommissar, Johannes Hahn, die Vizepräsidentin des Nationalrats der Slowakischen Republik, Jana Laššáková, die ehemalige ungarische Parlamentspräsidentin, Katalin Szili, die Ehrenvorsitzende der Sozialistischen Frauen International, Pia Locatelli, sowie der aus Kamerun stammende Generalsekretär der Interparlamentarischen Union, Martin Chungong.

## Politik
1990 wurde sie zur Landesvorsitzenden der SPÖ Frauen in Oberösterreich gewählt und hatte diese Position bis 2005 inne. 1995 wählte sie die Bundes-SPÖ zu einer der stellvertretenden Parteivorsitzenden. Ab 1991 war sie als Landtagsabgeordnete und Vizepräsidentin des Landtags in der oberösterreichischen Landespolitik tätig. Von 1995 bis 1997 war sie Landesrätin für Wohnbau und Naturschutz.
Im Februar 1997 berief sie der damalige Bundeskanzler Viktor Klima als Bundesministerin für Frauenangelegenheiten und Konsumentenschutz in seine Regierung. In ihren drei Jahren als Ministerin erregte sie durch ungewöhnliche familienpolitische Aussagen Aufmerksamkeit.
Zum ungleichen Pensionsantrittsalter von Männern und Frauen sagte sie 2002: „Diese fünf Jahre sind ein Pfand in der Hand der Frauen, und dieses Pfand ist sehr sehr wertvoll und kostbar und das war es in der Vergangenheit schon und das wird es auch in der Zukunft sein. Das heißt, hier haben Frauen noch immer die Möglichkeit, ‚Ihr in der Politik, Ihr oder Du liebe Gesellschaft bist uns noch einiges schuldig, und dann wenn ihr sozusagen diese Aufgaben erledigt habt, dann reden wir über das gesetzliche Pensionsalter.‘ zu sagen“.

## Wirkung

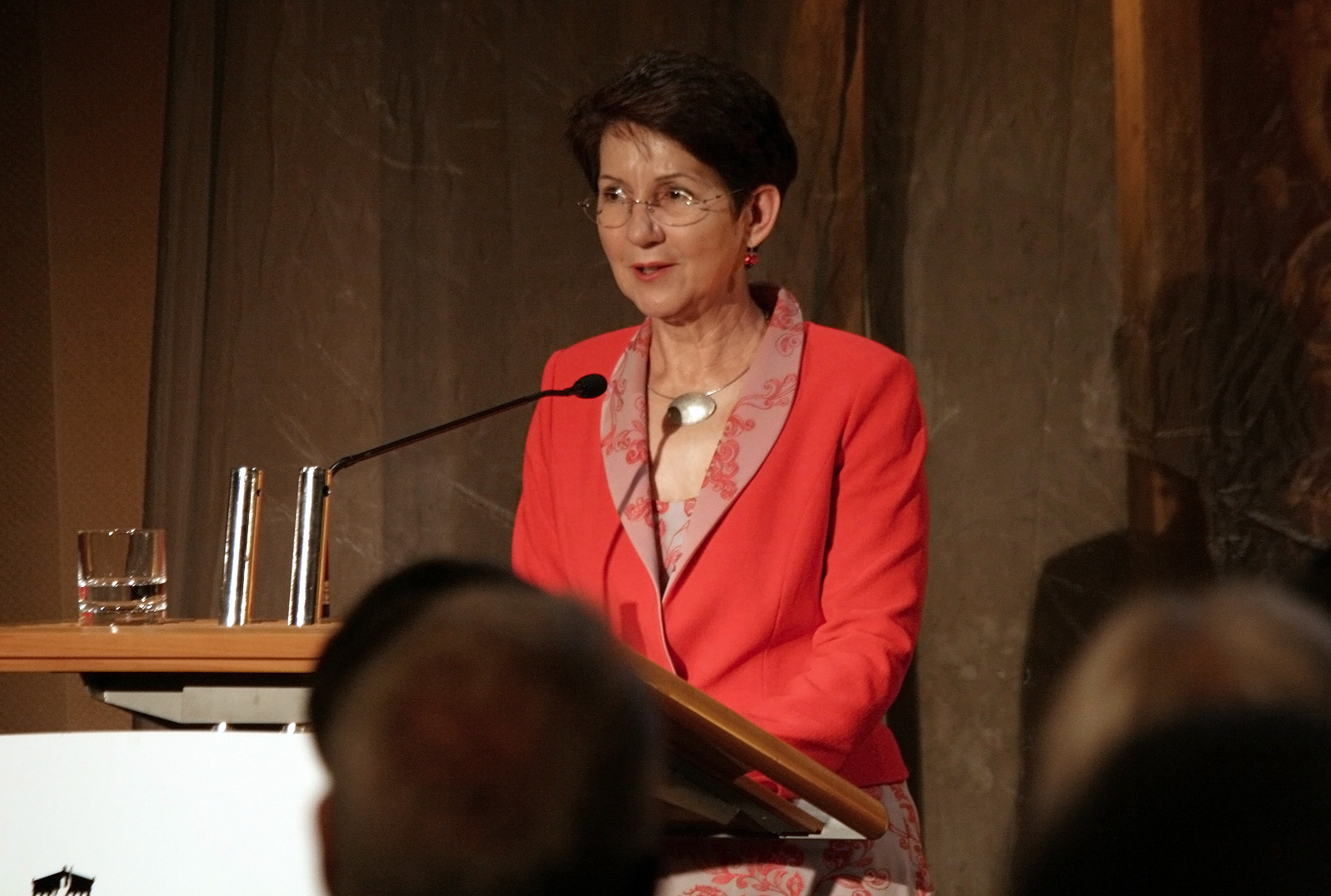
Barbara Prammer (2011)

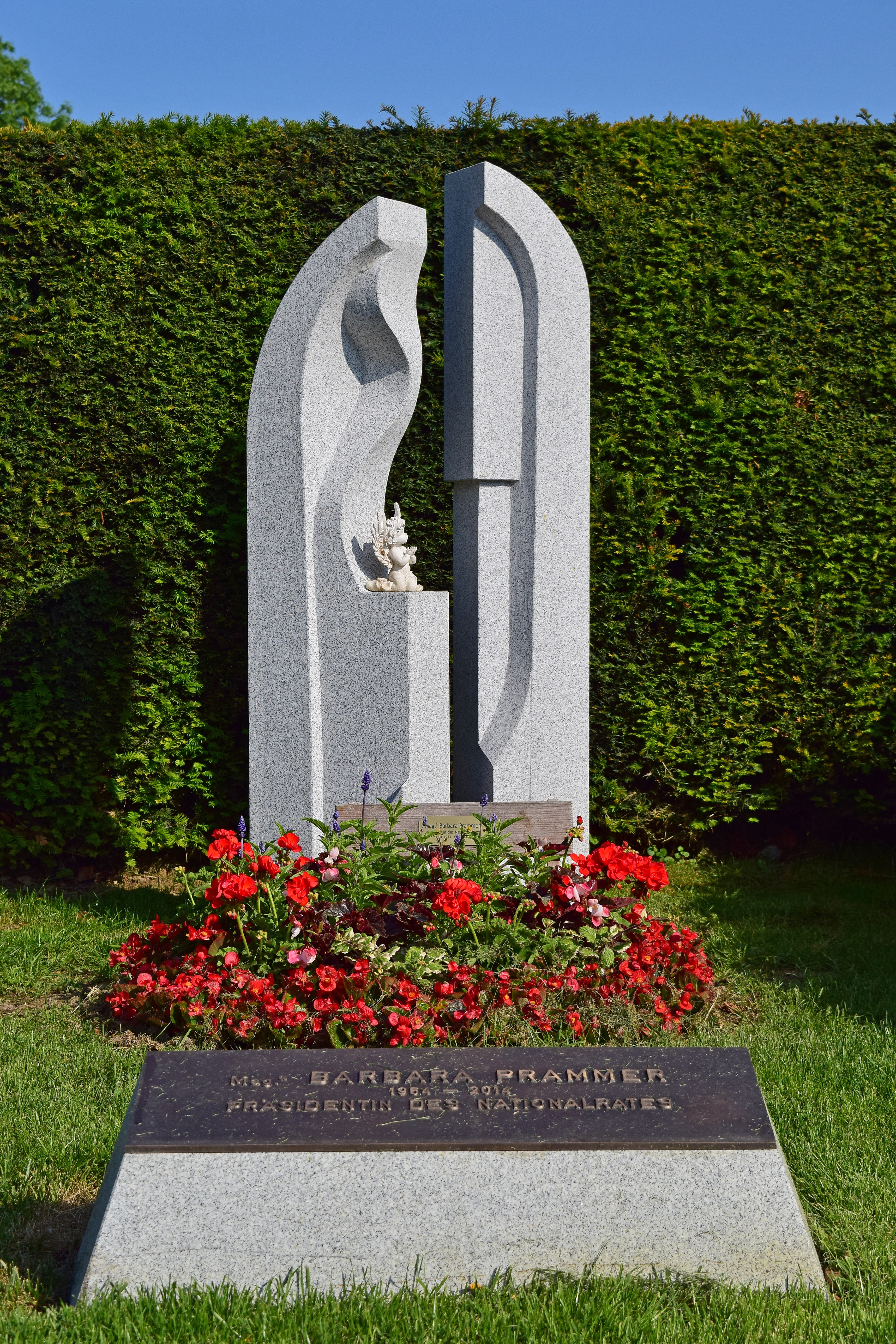
Ehrengrab von Barbara Prammer auf dem Wiener Zentralfriedhof

Tatsächlich konnte Prammer in ihrer Amtszeit eines der wichtigeren familienpolitischen Gleichstellungsanliegen erfolgreich umsetzen, nämlich 1999 die Verankerung der „vollen Ausgewogenheit der Beiträge“ in der Ehe in das Familien- und Eherecht. Ihre Vorgängerin Helga Konrad hatte das 1996 mit der Halbe-halbe-Kampagne initiiert, war aber kurz danach wegen des enormen Aufsehens abberufen worden. Prammer konnte dann in dreijähriger Arbeit der Konsensfindung die einvernehmliche Gesetzesnovelle des ABGB erzielen, und damit insgesamt eine Weichenstellung in der Gleichstellungspolitik, und darüber hinaus auch der ganzen Sozialpolitik, was die Vorgänge „in den eigenen vier Wänden“ der Österreicher betrifft.
Seit der Nationalratswahl vom Oktober 1999 war Barbara Prammer Abgeordnete zum Nationalrat. Als die SPÖ am 4. Februar 2000 mit dem Antritt der Regierung Wolfgang Schüssel in die Opposition ging, wurde sie stellvertretende Klubobfrau der SP-Parlamentsfraktion.
Am 16. Juni 2004 wurde Prammer vom österreichischen Nationalrat mit 96 von 157 Stimmen zur Vizepräsidentin gewählt. Vom 6. bis 8. Juli 2004 fungierte sie zusammen mit dem Präsidenten Andreas Khol (ÖVP) und dem Dritten Vizepräsidenten Thomas Prinzhorn als amtierendes Staatsoberhaupt, nachdem Bundespräsident Thomas Klestil verstorben war.
2006 wurde sie als erste Frau zur österreichischen Nationalratspräsidentin gewählt. Die politischen Beobachter achteten daher besonders auf die Ergebnisse der (geheimen) Abstimmung. Mit 135 von 166 gültigen Abgeordneten-Stimmen erreichte sie prozentuell dieselbe Zustimmung wie ihr Vorgänger Andreas Khol vier Jahre zuvor. In ihrer Antrittsrede sprach sie sich für die Stärkung der Minderheitenrechte im Nationalrat aus. Im Jahr 2008 wurde Prammer mit 140 von 168 gültigen Stimmen erneut zur Nationalratspräsidentin gewählt, ebenso 2013 mit 147 von 179 gültigen Stimmen.
Karl Müller würdigte Prammer in seiner Eigenschaft als Vorsitzender der Theodor Kramer Gesellschaft, mit besonderem Blick auf die erinnerungspolitischen Ziele dieses Vereins, den Prammer unterstützt hat. Müller nannte sie eine Politikerin, die „für eine österreichische Erinnerungs- und Gedächtnispolitik, die diesen Namen verdient, Wegweisendes geleistet (hat). Sie hat das (Wiener) Parlament für die Vertriebenen und Geflüchteten der Jahre seit 1938 geöffnet, indem sie die Überlebenden und ihre Nachkommen wiederholt in das Hohe Haus einlud, und indem sie sich für die wissenschaftliche Aufarbeitung der NS-Zeit und von deren Folgen einsetzte. Ihre Reden waren die einer authentischen Frau, die um die Abgründe, die unaufhebbare Schuld sowie Verantwortung, und zugleich um die Großartigkeit Österreichs wusste.“

## Auszeichnungen und Gedenken

### Auszeichnungen
- Großes Goldenes Ehrenzeichen am Bande für Verdienste um die Republik Österreich[13] (2000)
- Großkreuz des Verdienstordens der Italienischen Republik (2007)
- Otto-Bauer-Plakette (2012)
- Aufnahme in die französische Ehrenlegion als Commandeur de la Légion d’Honneur (C. LH) (2014)[14]
- Großes Goldenes Ehrenzeichen des Landes Oberösterreich
- Big Brother Award, in der Kategorie Behörden und Verwaltung (Negativpreis)

### Gedenken
Die Stadt Wien ehrt das Gedenken an Barbara Prammer mit der nach ihr seit 5. Juni 2018 benannten Barbara-Prammer-Allee im nördlichen Teil der Seestadt Aspern in Donaustadt. Die Verlängerung dieser Allee wurde im Oktober 2023 nach der Sacharow-Preisträgerin 2023 Jina Mahsa Amini benannt. 2019 wurde eine Straße im Linzer Industriegebiet am Hafen nach ihr genannt, die Barbara-Prammer-Straße. Es handelt sich um eine Verkehrsfläche mit einer Länge von etwa 300 Metern, rund um das Cineplexx herum.
Am 5. November 2019 wurde in der Fontanastraße in Wien-Favoriten der Barbara-Prammer-Hof der Öffentlichkeit übergeben, der erste neu errichtete Wiener Gemeindebau nach 15 Jahren Baupause. Im Jänner 2025 wurde ein Lehrgang der Wiener Parteischule nach ihr benannt. In Wien-Margareten wurde im Juli 2025 bei der U-Bahn-Station Kettenbrückengasse nach fünf Monaten Bauzeit der 1500 Quadratmeter große Barbara-Prammer-Park eröffnet.
Zu ihrem Gedenken wird von den SPÖ Frauen alljährlich die Barbara-Prammer-Nadel für besondere Verdienste in Frauenrechten und Frauenpolitik verliehen. Zu den bisherigen Empfängerinnen zählen Landesrätin Birgit Gerstorfer, NR-Abgeordnete Katharina Kucharowits und die Villacher Vizebürgermeisterin Gerda Sandriesser.

## Publikationen
- Wir sind Demokratie. Eine Ermunterung. Edition Ausblick, Wien/Ohlsdorf 2013, ISBN 978-3-903798-01-4.
- Wer das Ziel nicht kennt, wird den Weg nicht finden. Neue Antworten auf alte Fragen. Styria Premium, Wien/Graz/Klagenfurt 2011, ISBN 978-3-222-13332-9.
- Barbara Prammer, Barbara Rosenberg, Karl A. Duffek (Hrsg.): Die Qualität der Demokratie. Kriterien, Befunde, Herausforderungen. Löcker, Wien 2011, ISBN 978-3-85409-556-9.